# Metanopoli
Metanopoli è una frazione di San Donato Milanese, costruita nel 1952 dall'Ente Nazionale Idrocarburi (ENI).

## Storia
(Enrico Mattei)
Secondo il progetto di Enrico Mattei, Metanopoli doveva essere la città ideale dell'azienda e dei lavoratori Eni come Ivrea lo era per la Olivetti.
Essa era composta nel progetto originario (e nella successiva realizzazione) da una serie di edifici: il centro direzionale, con gli uffici centrali delle società del gruppo, il quartiere scientifico, con la Scuola di Studi Superiori sugli Idrocarburi ed i laboratori scientifico-tecnici, il quartiere industriale, con le officine ed i magazzini della SNAM, il motel per i camionisti e gli automobilisti, la stazione di servizio e di rifornimento ed infine il quartiere residenziale con le abitazioni dei dipendenti, la chiesa, gli impianti sportivi, e uno dei primi supermercati.
Oggi conta circa 6 000 abitanti (1 200 famiglie), ed è tutelata dai vincoli paesaggistici della soprintendenza per i beni ambientali.

Chiesa di Santa Barbara
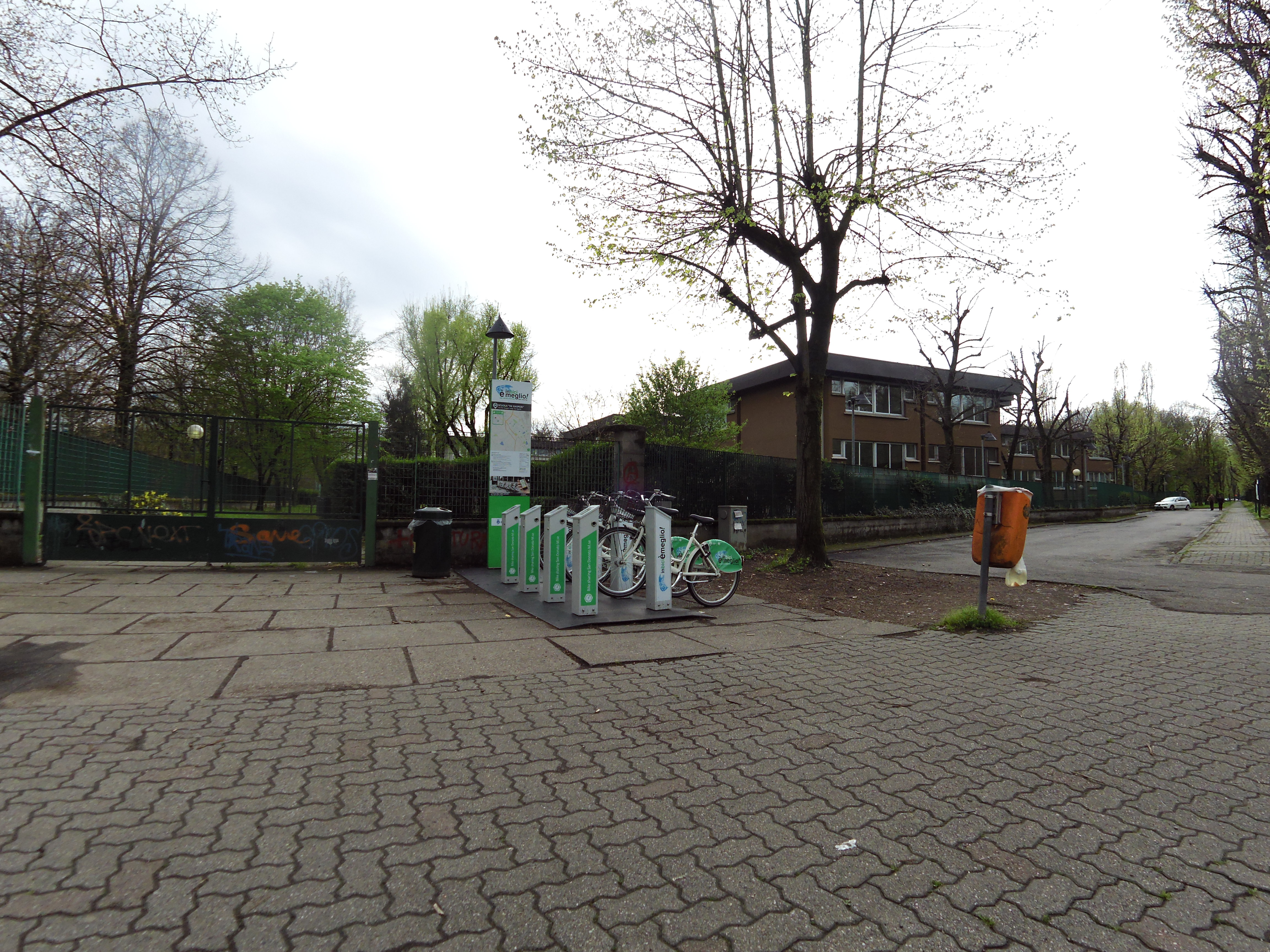
Scuola media Alcide De Gasperi
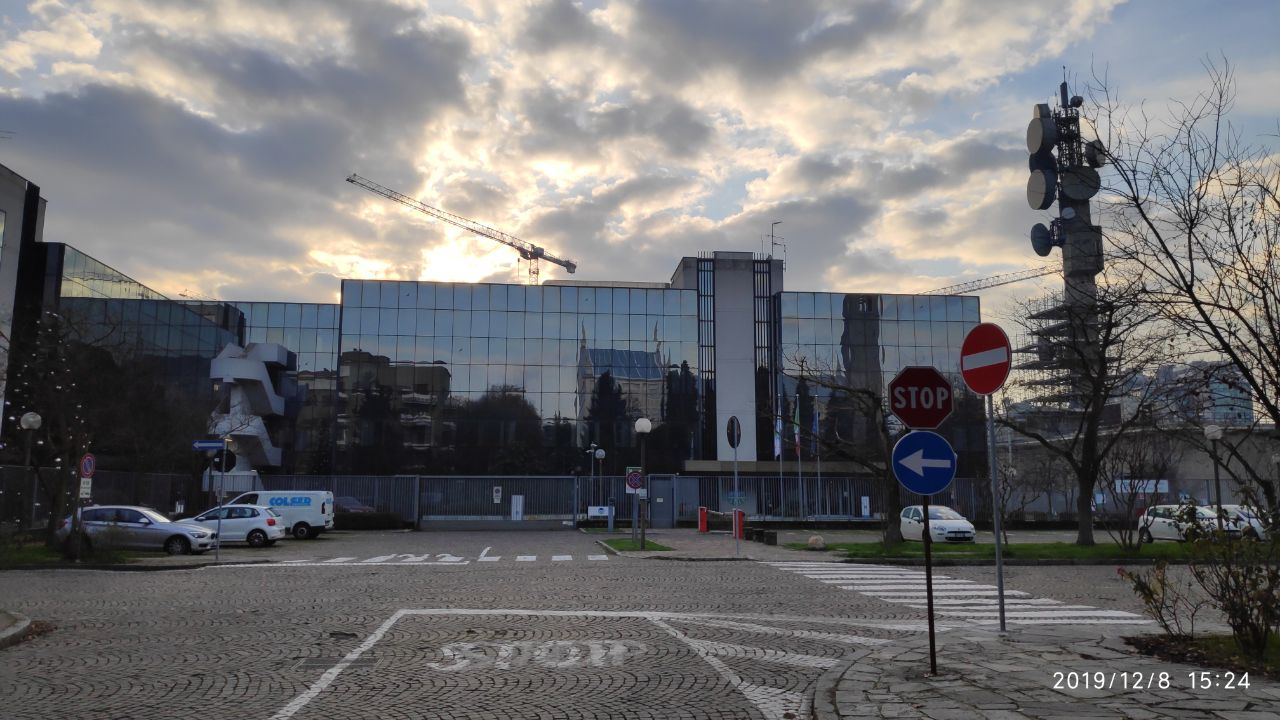
La sede di SNAM in Via Ravenna
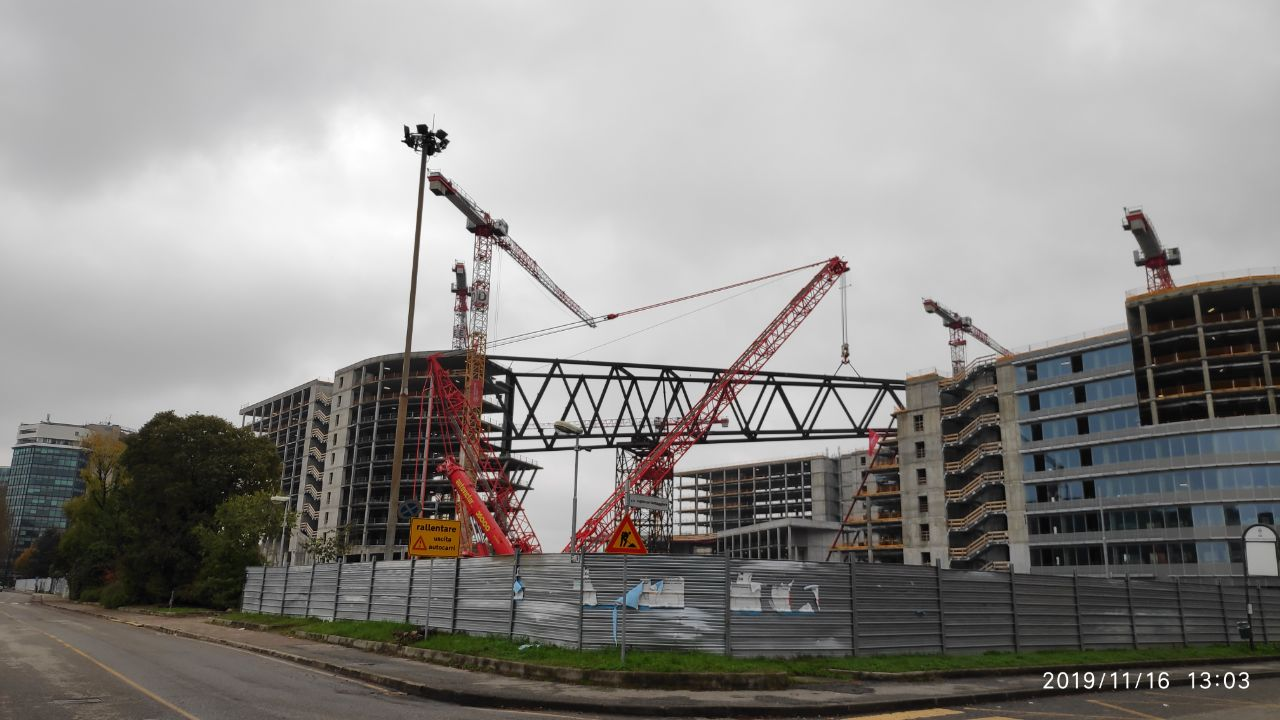
Il VI Palazzo Uffici
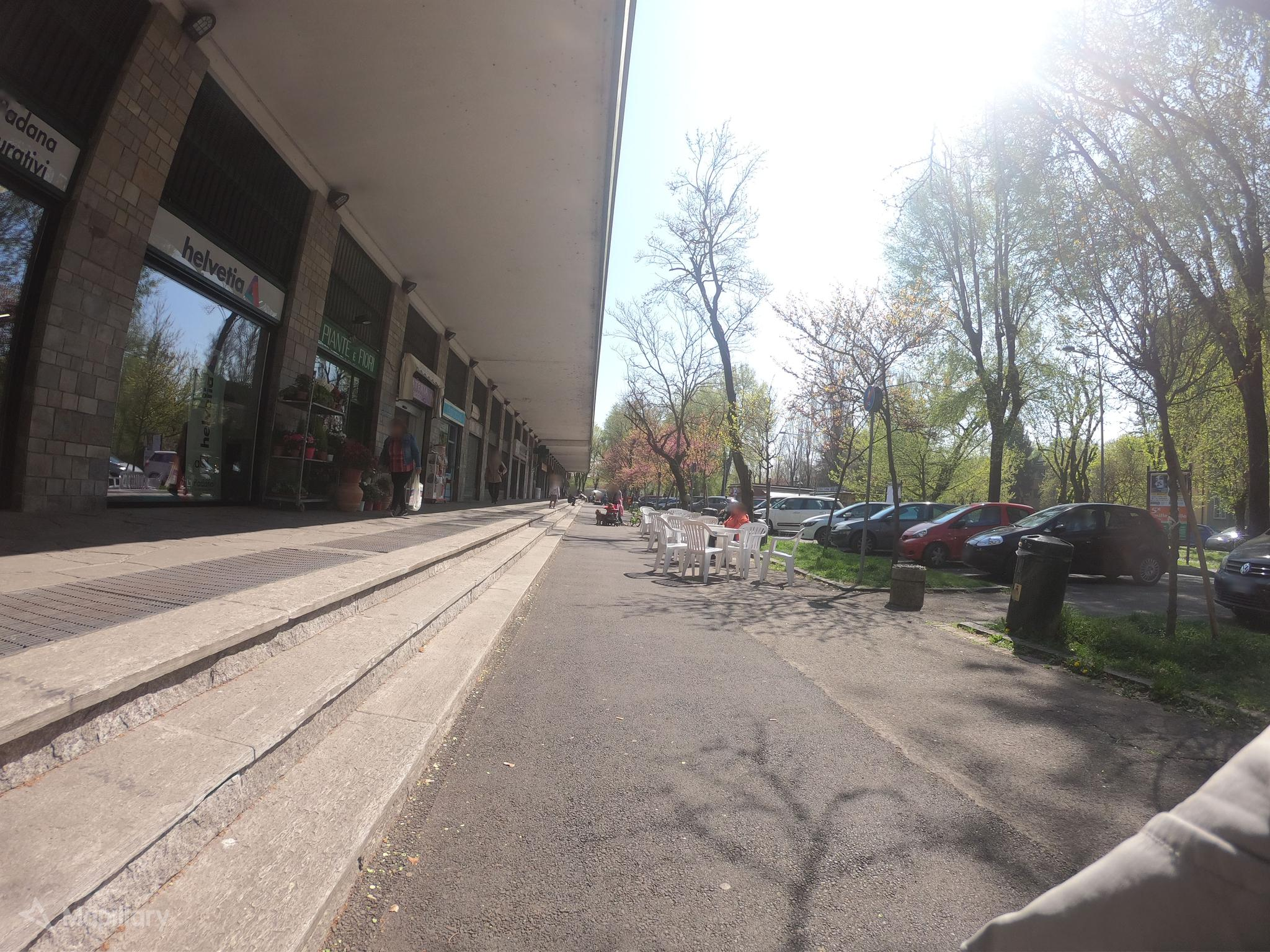
Area commerciale di Metanopoli (marzo 2019)
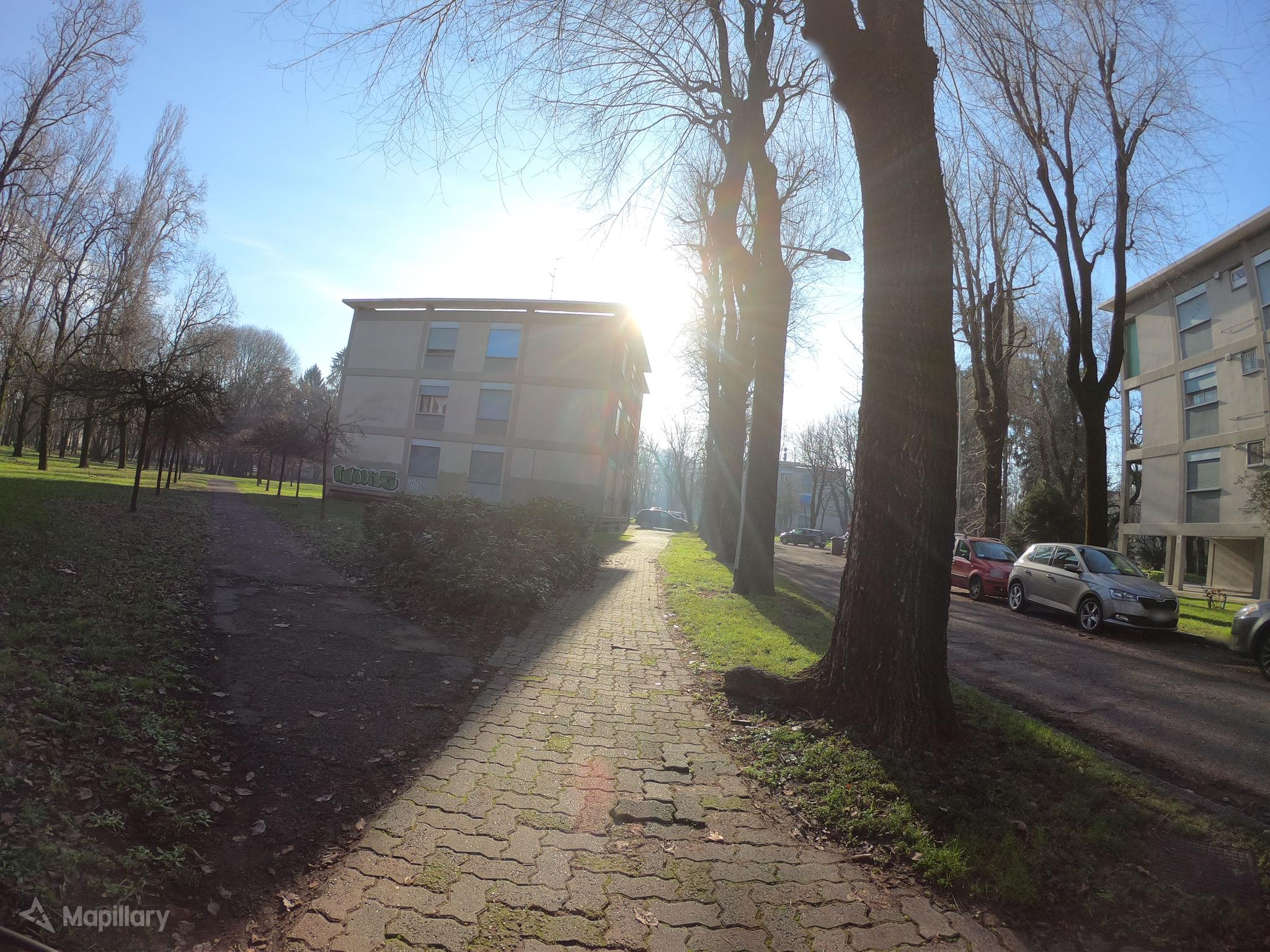
Area residenziale di Metanopoli (marzo 2019)
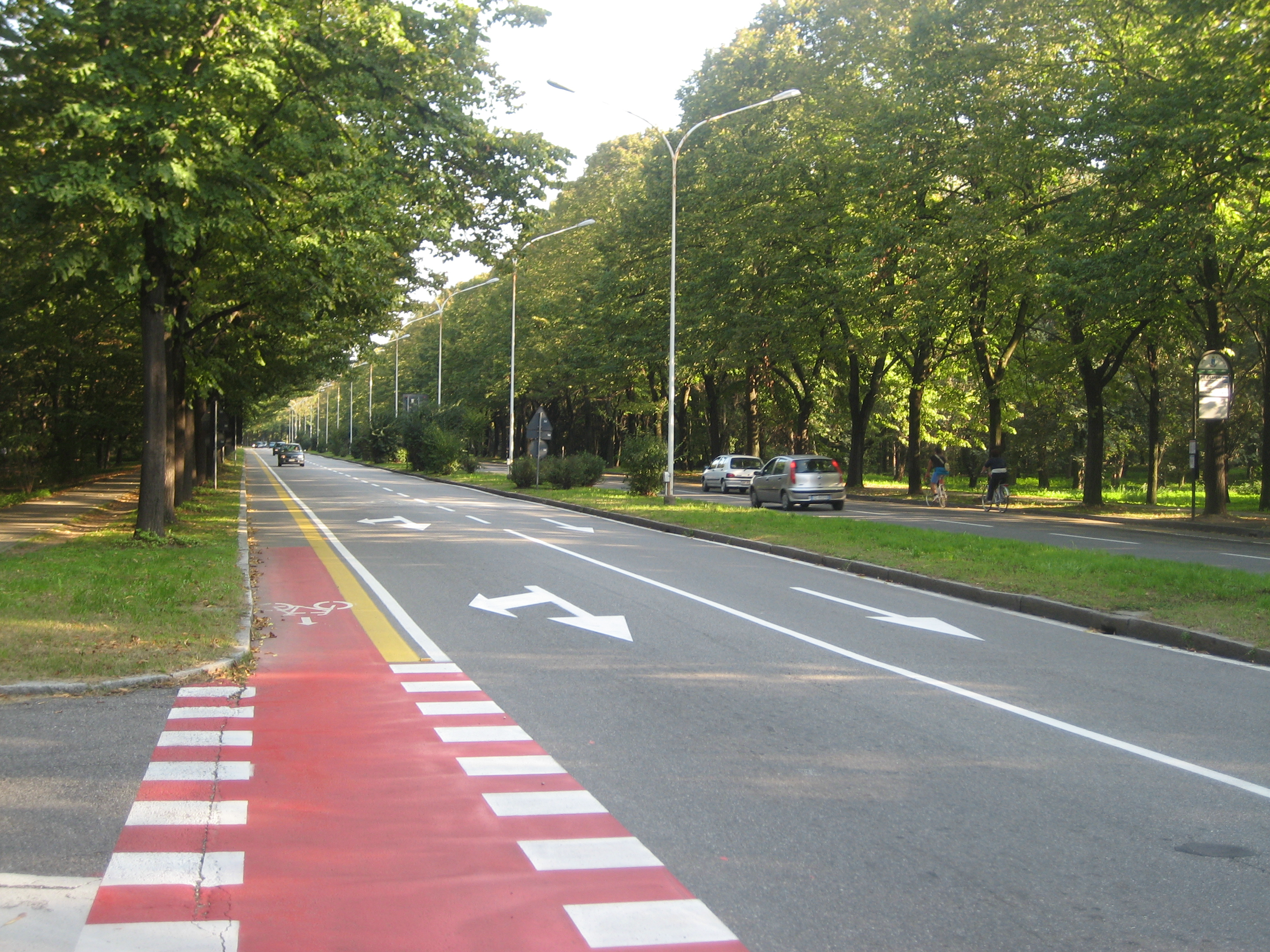
Viale De Gasperi

## Infrastrutture e trasporti

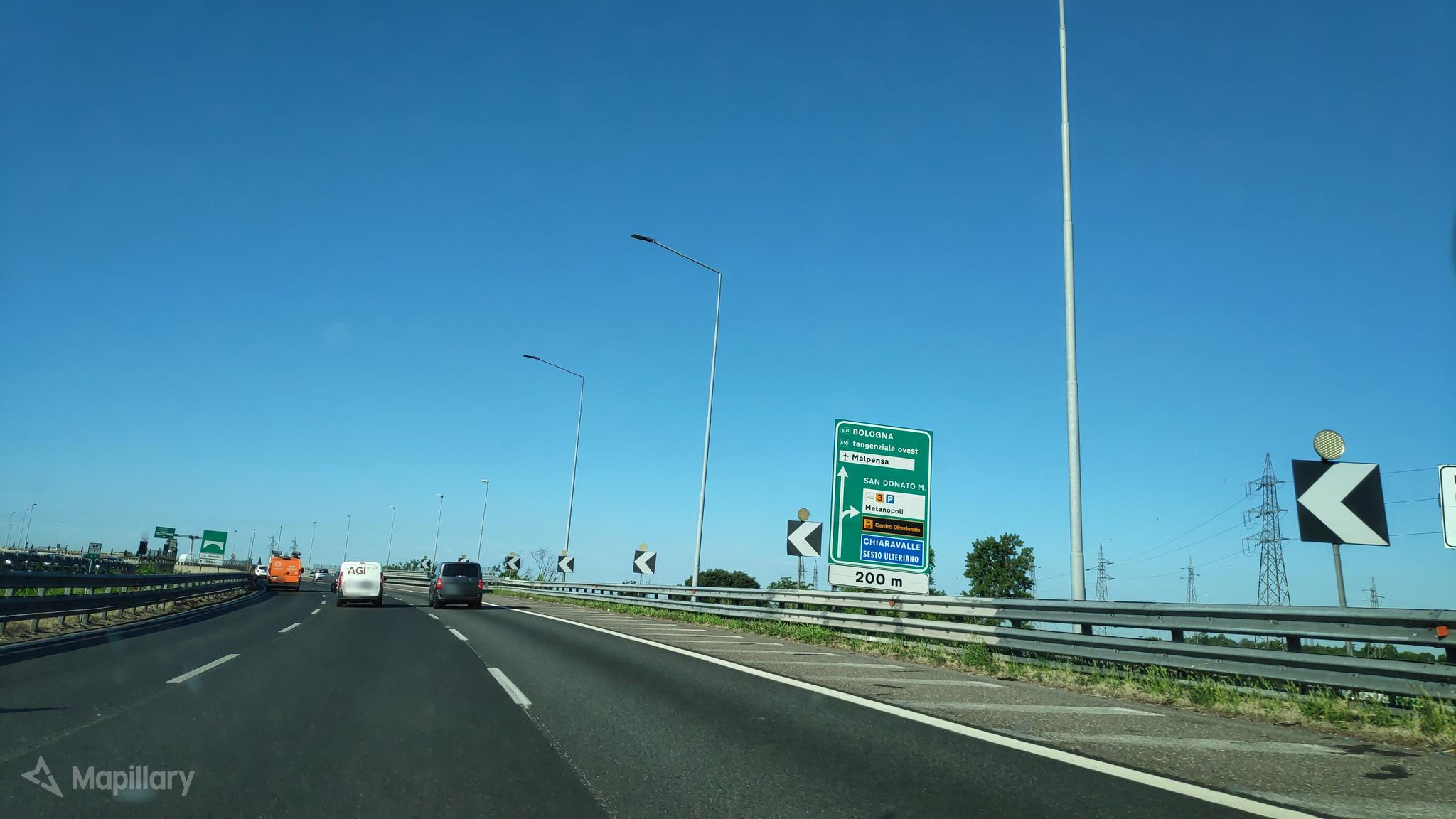
Uscita tangenziale Est di San Donato - Metanopoli

L'area è servita da diverse linee di autobus gestite da ATM, Autoguidovie e STAR. Inoltre l'area è servita dalla fermata della metropolitana di San Donato di cui è anche il capolinea. L'area era servita da diverse stazioni di bike sharing ad oggi non operative.

## Sport
Tra le strutture principali presenti sul territorio vi è il Centro Sportivo Enrico Mattei, sito nell'omonimo parco, che dispone di campo da rugby (ex campo da calcio), pista di atletica (ristrutturata a fine 2018) con tribune, piscine, campi da tennis e diverse tensostrutture. 
Dal 2009 vi ha sede la Waterpolo Milano Metanopoli, partecipante alla Serie A1 di pallanuoto dal 2020 al 2022, che gioca le partite in casa a Monza o al Centro Sportivo Saini in quanto la piscina adibita del Centro Sportivo Mattei non è agibile dal 2013.
Il quartiere dà inoltre il nome all'associazione sportiva ASD Metanopoli fondata nel 1953 e composta attualmente da una squadra di calcio.

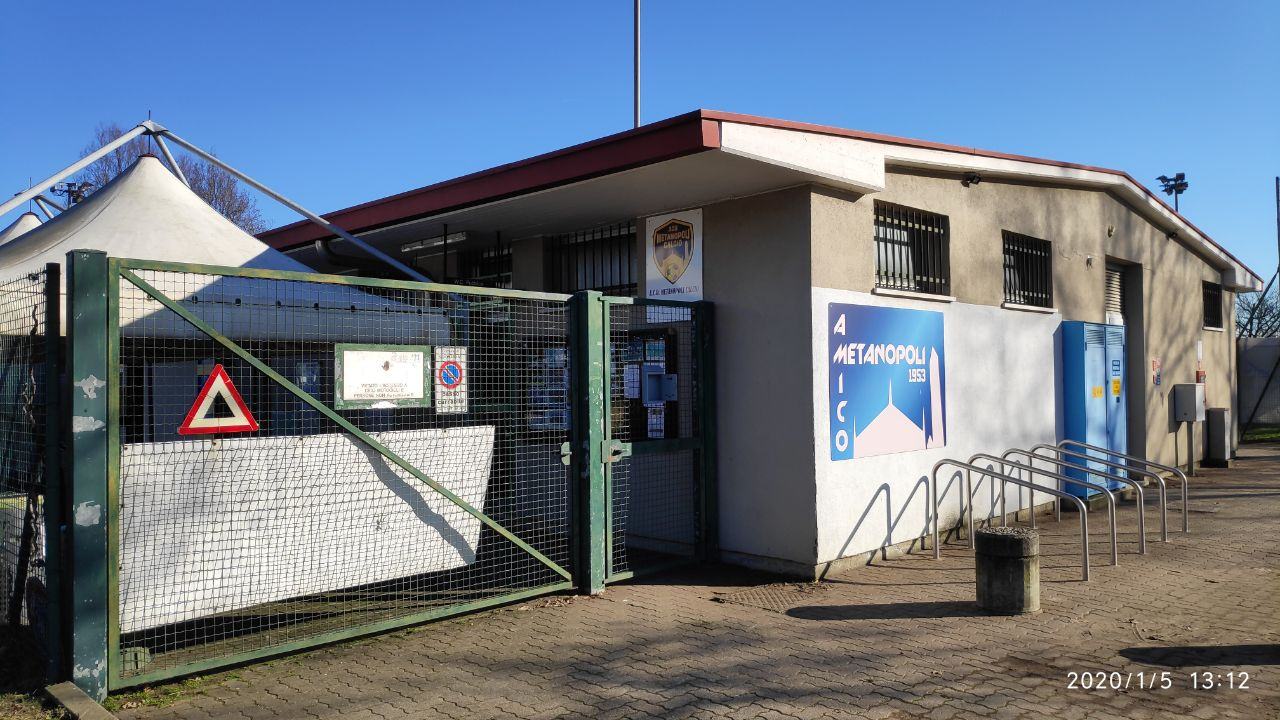
ASD Metanopoli Calcio
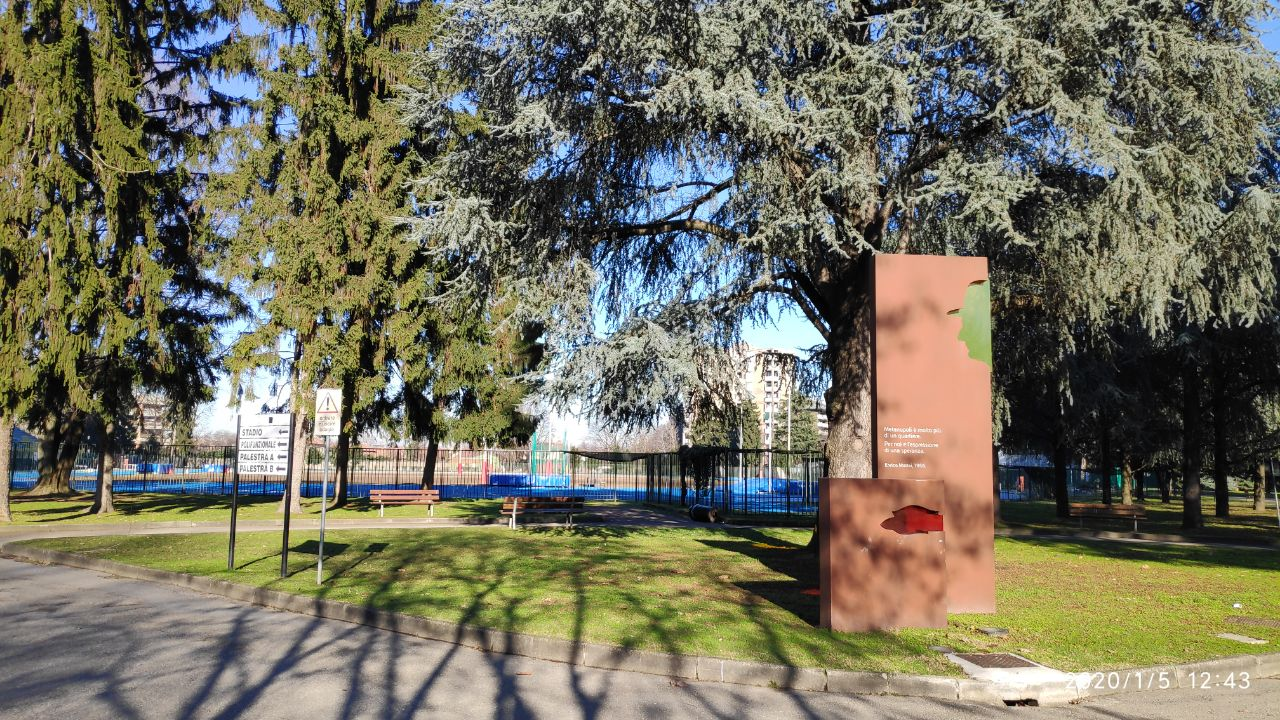
Il parco Enrico Mattei (Ex parco Snam) con il suo centro sportivo
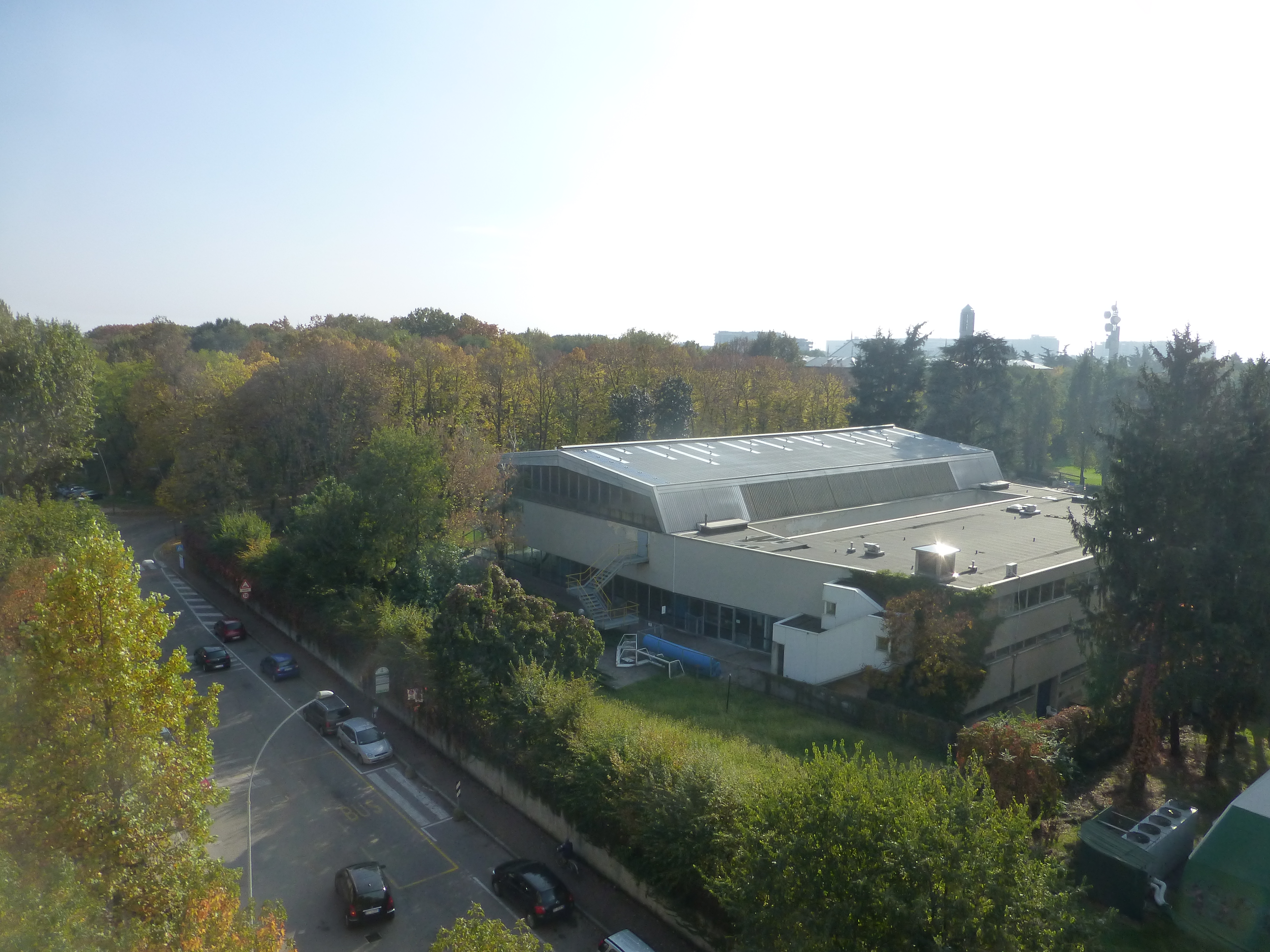
La Piscina coperta del centro sportivo Mattei
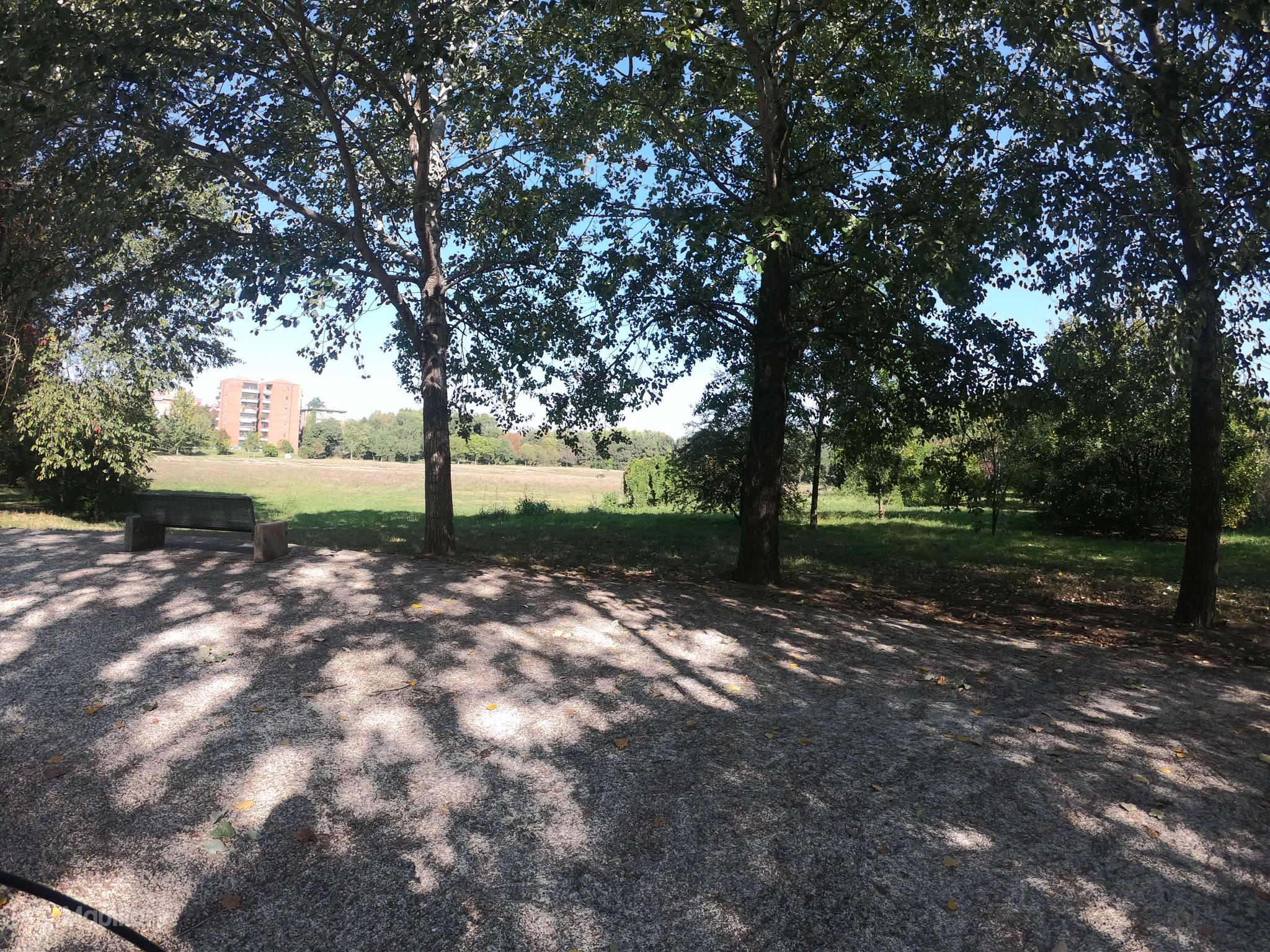
Parco Tre Palle a San Donato Milanese (Sotto vincolo paesaggistico)